# Atlanta-Klasse
Die Atlanta-Klasse, teilweise auch als Atlanta-Oakland-Klasse bezeichnet, war eine Klasse Leichter Kreuzer der United States Navy. Die elf, in drei Baulosen, zwischen 1941 und 1946 fertiggestellten Schiffe waren die kleinsten und am leichtesten bewaffneten gepanzerten Kreuzer der US-Marine aus der Zeit des Zweiten Weltkrieges; sie standen bis 1956 im Dienst. Die bekanntesten Schiffe der Klasse waren die Juneau, vor allem wegen der tragischen Geschichte der fünf Sullivan-Brüder, die alle im Zuge deren Versenkung ums Leben kamen. Erwähnenswert ist auch die San Diego, die mit 18 Battle Stars das Schiff mit den meisten Einsätzen (dieser Schiffsklasse) im Pazifik war.

## Geschichte

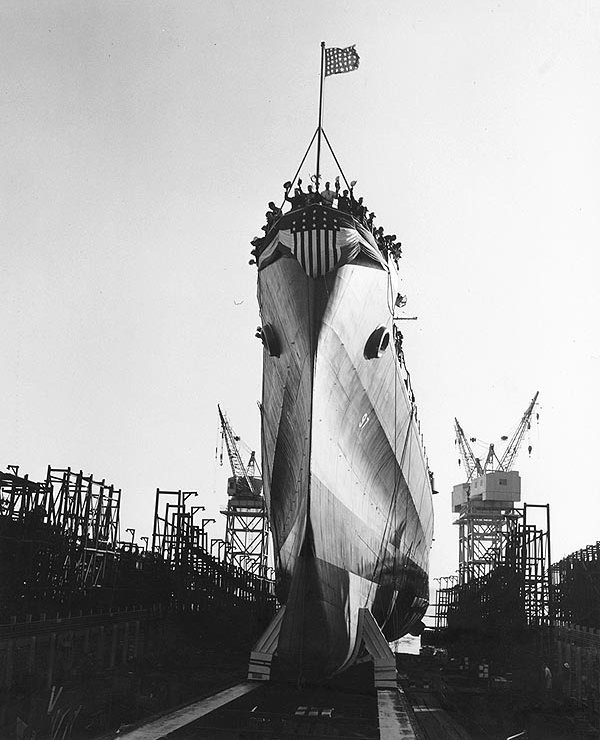
Die Flint, das dritte Schiff der zweiten Baugruppe, vor dem Stapellauf

### Planung und Bau
Die Planungen für die Atlanta-Klasse begannen nach der Londoner Flottenkonferenz von 1936, die Schiffe der Klasse waren als Ersatz für die technisch veralteten Leichten Kreuzer der Omaha-Klasse aus den frühen Zwanzigerjahren geplant, deren Bewaffnung nicht mehr den modernen Erfordernissen entsprach. Primäre Aufgabe der neuen Schiffe sollte die Sicherung der Flottenverbände vor feindlichen Luftangriffen sein, zudem sollten sie als Zerstörerführer den Kampf von Zerstörerverbänden gegen feindliche Verbände unterstützen. Der ursprüngliche Entwurf von 1938, der von dem New Yorker Ingenieurbüro Gibbs & Cox erstellt wurde, sah für die Schiffe eine Bewaffnung aus neun 6-Zoll-Geschützen als Primär- und sechs 5-Zoll-Geschützen als Sekundär- und Luftabwehrbewaffnung vor. Probleme mit der Radarfeuerleitung der 6-Zoll-Geschütze machten es notwendig, die Pläne abzuändern, sodass die ersten vier Schiffe der Klasse zwischen März und Mai 1940 mit 16 5-Zoll-Geschützen in acht Doppeltürmen auf Kiel gelegt wurden. Das erste Schiff der Klasse, die Atlanta, wurde Heiligabend 1941 in Dienst gestellt, die anderen drei folgten bis Ende Februar 1942. Beim zweiten Baulos der Klasse wurden die beiden seitlichen Geschütztürme entfernt. Sie hatten nur einen eingeschränkten Feuerbereich und waren auch insoweit überflüssig, als im achteren Bereich ohnehin nur ein einziges Feuerleitgerät für ursprünglich fünf Geschütztürme mit zehn Rohren vorhanden war. Die vier Schiffe der nach dem ersten Schiff, der Oakland, auch als Oakland-Klasse bezeichneten Gruppe wurden zwischen Juni 1943 und Februar 1945 in Dienst gestellt. Eine dritte Gruppe aus drei Schiffen, die zur Verringerung der Topplastigkeit eine niedrigere Anordnung der Geschütztürme hatten, wurde nach dem ersten Schiff, der Juneau, das nach der Versenkung der ersten Juneau ebenfalls diesen Namen erhielt, als Juneau-Klasse bezeichnet. Die Schiffe wurden erst nach dem Ende des Zweiten Weltkriegs zwischen Februar und November 1946 in Dienst gestellt. Die Baukosten betrugen pro Schiff etwa 23,2 Millionen US-Dollar.

### Einsatz
Bis etwa Anfang 1943 wurden die Schiffe der Klasse zumeist ihrer Rolle als Zerstörerführer entsprechend mit kleineren Zerstörerverbänden eingesetzt und operierten eigenständig gegen japanische Verbände. Mit der Verlagerung der amerikanischen Strategie hin zu großen Kampfverbänden um Flugzeugträger wurden die Schiffe dann zumeist als Luftabwehrschiffe eingesetzt, um die Träger vor japanischen Luft- und Kamikazeangriffen zu schützen. In dieser Rolle wurden sie auch nach dem Krieg weiter eingesetzt, 1949 erhielten die noch aktiven Schiffe die Kennung CLAA (Cruiser light, anti air), um diese Rolle zu verdeutlichen.

### Verbleib und Schicksal
Zwei Schiffe der Klasse gingen verloren, die Atlanta und die Juneau (CL-52) sanken nach schweren Torpedotreffern während der Seeschlacht von Guadalcanal am 13. November 1942. Die Reno nahm am 24. Oktober 1944 während der See- und Luftschlacht im Golf von Leyte an der erfolglosen Rettungsaktion für den schwer getroffenen Leichten Flugzeugträger Princeton teil, war aber zur Luftabwehrsicherung nicht mehr in unmittelbarer Nähe, als der Träger explodierte. Die Reno hatte allerdings die unerfreuliche Aufgabe, das Wrack des Trägers mit zwei Torpedos zu versenken, nachdem ein entsprechender Versuch eines Zerstörers gescheitert war. Wenige Tage später, am 3. November, wurde die Reno durch einen Torpedotreffer des japanischen U-Boots I-41 dann selbst schwer beschädigt und konnte nur mit großer Mühe nach Ulithi eingeschleppt werden, wo sie provisorisch wiederhergestellt wurde. Die endgültige Reparatur in Charleston dauerte bis zum Kriegsende.
Die beiden verbliebenen Schiffe des ersten Bauloses wurden im November 1946 außer Dienst gestellt, die vier Schiffe des zweiten Bauloses zwischen November 1946 und Juli 1949. Auch die drei Schiffe der Juneau-Unterklasse wurden trotz ihres geringen Alters zwischen Mai 1949 und Juli 1956 ausgemustert. Alle Schiffe blieben noch für einige Jahre in der Reserveflotte, bis 1973 wurden sie dann nach und nach verschrottet.

## Einheiten
| Name                | Bauwerft                                         | Kiellegung          | Stapellauf          | Indienststellung    | Verbleib |
| Atlanta-Unterklasse | Atlanta-Unterklasse                              | Atlanta-Unterklasse | Atlanta-Unterklasse | Atlanta-Unterklasse | Atlanta-Unterklasse |
| ------------------- | ------------------------------------------------ | ------------------- | ------------------- | ------------------- | --- |
| Atlanta (CL-51)     | Federal Shipbuilding and Drydock Company, Kearny | 22. April 1940      | 6. September 1941   | 24. Dezember 1941   | Am 13. November 1942 gesunken (Seeschlacht von Guadalcanal)                                                                 |
| Juneau (CL-52)      | Federal Shipbuilding and Drydock Company, Kearny | 27. Mai 1940        | 25. Oktober 1941    | 14. Februar 1942    | Am 13. November 1942 gesunken (Seeschlacht von Guadalcanal)                                                                 |
| San Diego (CL-53)   | Fore River Shipyard, Quincy                      | 27. März 1940       | 26. Juli 1941       | 10. Januar 1942     | Außerdienststellung 4. November 1946; Streichung aus dem Flottenregister 1. März 1959; zum Abbruch verkauft 3. Februar 1960 |
| San Juan (CL-54)    | Fore River Shipyard, Quincy                      | 15. Mai 1940        | 6. September 1941   | 28. Februar 1942    | Außerdienststellung 9. November 1946; Streichung aus dem Flottenregister 1. Mai 1959; zum Abbruch verkauft 3. Oktober 1961  |
| Oakland-Unterklasse |                                                  |                     |                     |                     | |
| Oakland (CL-95)     | Union Iron Works, San Francisco                  | 15. Juli 1941       | 23. Oktober 1942    | 17. Juli 1943       | Außerdienststellung 1. Juli 1949; Streichung aus dem Flottenregister 1. März 1959; zum Abbruch verkauft 1. Dezember 1959    |
| Reno (CL-96)        | Union Iron Works, San Francisco                  | 1. August 1941      | 23. Dezember 1942   | 28. Dezember 1943   | Außerdienststellung 4. November 1946; Streichung aus dem Flottenregister 1. März 1959; zum Abbruch verkauft 22. März 1962   |
| Flint (CL-97)       | Union Iron Works, San Francisco                  | 23. Oktober 1942    | 25. Januar 1944     | 31. August 1944     | Außerdienststellung 6. Mai 1947; Streichung aus dem Flottenregister 1. Juni 1965; zum Abbruch verkauft 6. Oktober 1966      |
| Tucson (CL-98)      | Union Iron Works, San Francisco                  | 23. Dezember 1942   | 3. September 1944   | 3. Februar 1945     | Außerdienststellung 11. Juni 1949; Streichung aus dem Flottenregister 1. Juni 1966; zum Abbruch verkauft 24. Februar 1971   |
| Juneau-Unterklasse  |                                                  |                     |                     |                     | |
| Juneau (CL-119)     | Federal Shipbuilding and Drydock Company, Kearny | 15. September 1944  | 15. Juli 1945       | 15. Februar 1946    | Außerdienststellung 23. Juli 1955; Streichung aus dem Flottenregister 1. November 1959; zum Abbruch verkauft 29. April 1960 |
| Spokane (CL-120)    | Federal Shipbuilding and Drydock Company, Kearny | 15. November 1944   | 22. September 1945  | 17. Mai 1946        | Außerdienststellung 27. Februar 1950; Streichung aus dem Flottenregister 15. April 1972; zum Abbruch verkauft 17. Mai 1973  |
| Fresno (CL-121)     | Federal Shipbuilding and Drydock Company, Kearny | 12. Februar 1945    | 5. März 1946        | 27. November 1946   | Außerdienststellung 17. Mai 1949; Streichung aus dem Flottenregister April 1965; zum Abbruch verkauft 17. Juni 1966         |

## Technische Beschreibung

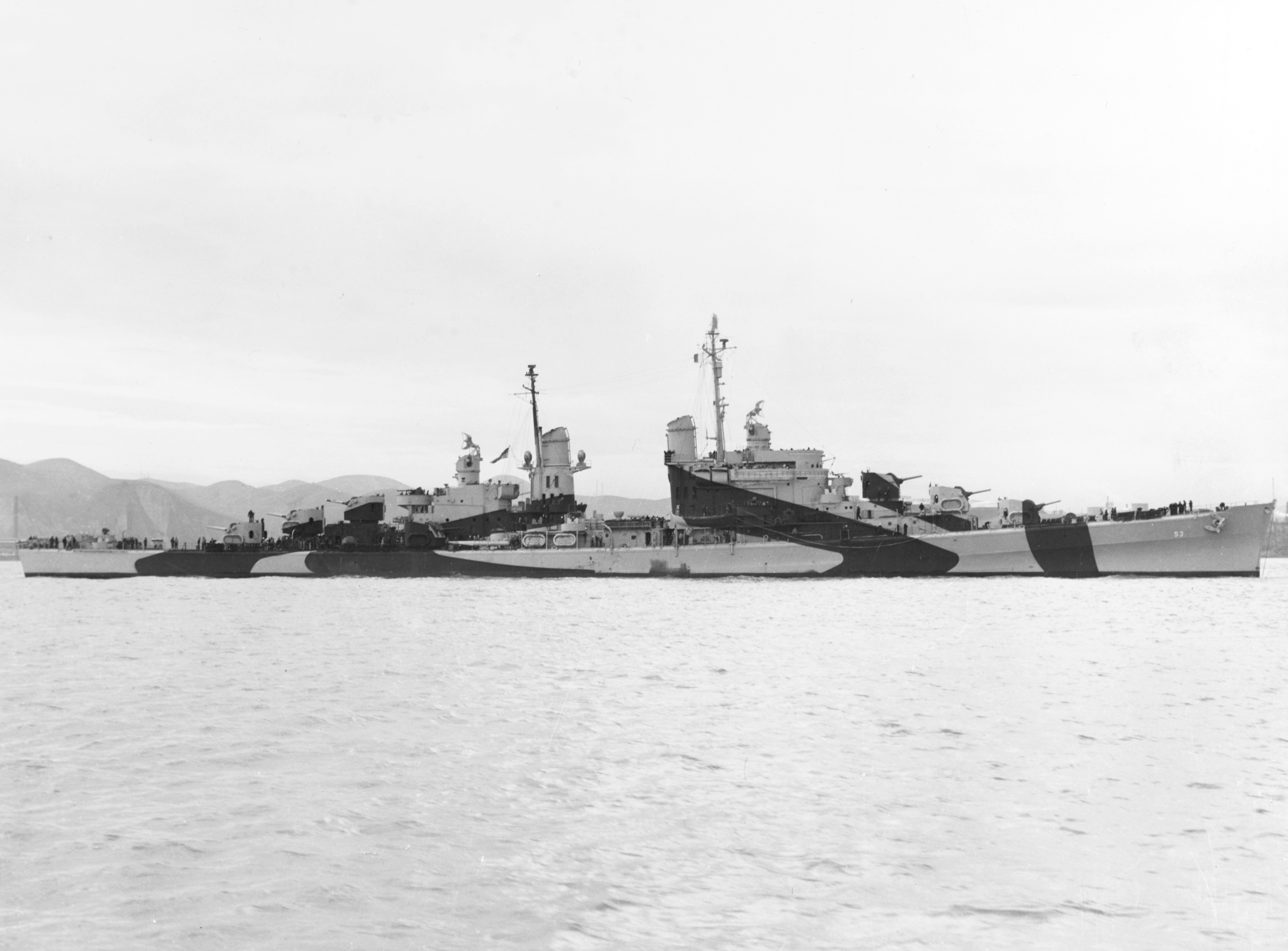
Seitenansicht der San Diego

### Rumpf, Aufbauten und Panzerung
Der Rumpf der Kreuzer der Atlanta-Klasse war 164,9 Meter lang und 16,1 Meter breit. Der Tiefgang betrug 6,1 Meter, die Konstruktionsverdrängung 6718 ts und die Einsatzverdrängung etwa 8300 ts.
Das Deckshaus war in zwei Bereiche geteilt, der vordere trug zwei Geschütztürme, die Brücke sowie einen Schornstein. Der achtere Decksaufbau trug einen Großteil der leichten Bewaffnung und einen zweiten Schornstein.
Die Panzerung war gegenüber vergleichbaren Kreuzerklassen der Zeit sehr schwach, ihre Maximalstärke betrug 89 mm im Panzergürtel an der Bordwand. Die Deckspanzerung sowie die Panzerung der Geschütztürme waren 32 mm stark, der Kommandoturm war mit 64 mm Panzerstahl geschützt. Im Schiffsinneren waren die Magazine zusätzlich noch einmal mit 32 mm Stahl verstärkt.

### Antrieb
Der Antrieb erfolgte durch zwei kombinierte Hochdruck-Niederdruck-Turbinen von Westinghouse Electric mit nachgeschaltetem Reduktionsgetriebe, die zwei Propeller antrieben. Die Atlanta-Klasse war damit die einzige Kreuzerklasse der U.S. Navy aus der Zeit des Zweiten Weltkrieges, die nicht über vier Propeller verfügte. Der Dampf für die Turbinen kam mit 45 bar Druck aus vier Dampfkesseln von Babcock & Wilcox. Die Gesamtleistung betrug 75.000 sHP entsprechend ca. 76.000 wPS.
Die Geschwindigkeit wurde seinerzeit zur Täuschung inoffiziell von amerikanischen und britischen Quellen übertrieben hoch angegeben („40 kn“ oder „38 kn und mehr“). Das durchsichtige Manöver verfing aber nicht, sowohl die zeitgenössischen deutschen wie französischen Flottenhandbücher weisen sie korrekt mit den 33 Knoten aus, die dem tatsächlichen Design entsprachen. Das Probefahrtergebnis lag mit 33,67 kn bei 78.985 PS für die Atlanta dann auch im erwarteten Bereich. Der Treibstoffvorrat von 1360 Tonnen ermöglichte eine Reichweite von 3475 Seemeilen (6437 Kilometer) bei 25 Knoten oder 8500 Seemeilen (15740 Kilometer) bei 15 Knoten.
Für Notfälle hatten die Schiffe ursprünglich einen 250-kW-Notstromgenerator, der von einem Achtzylinder-Dieselmotor von General Motors angetrieben wurde. Nach 1943 wurden die Schiffe mit einem zweiten Notstromgenerator ausgerüstet.

### Bewaffnung

#### Hauptbewaffnung

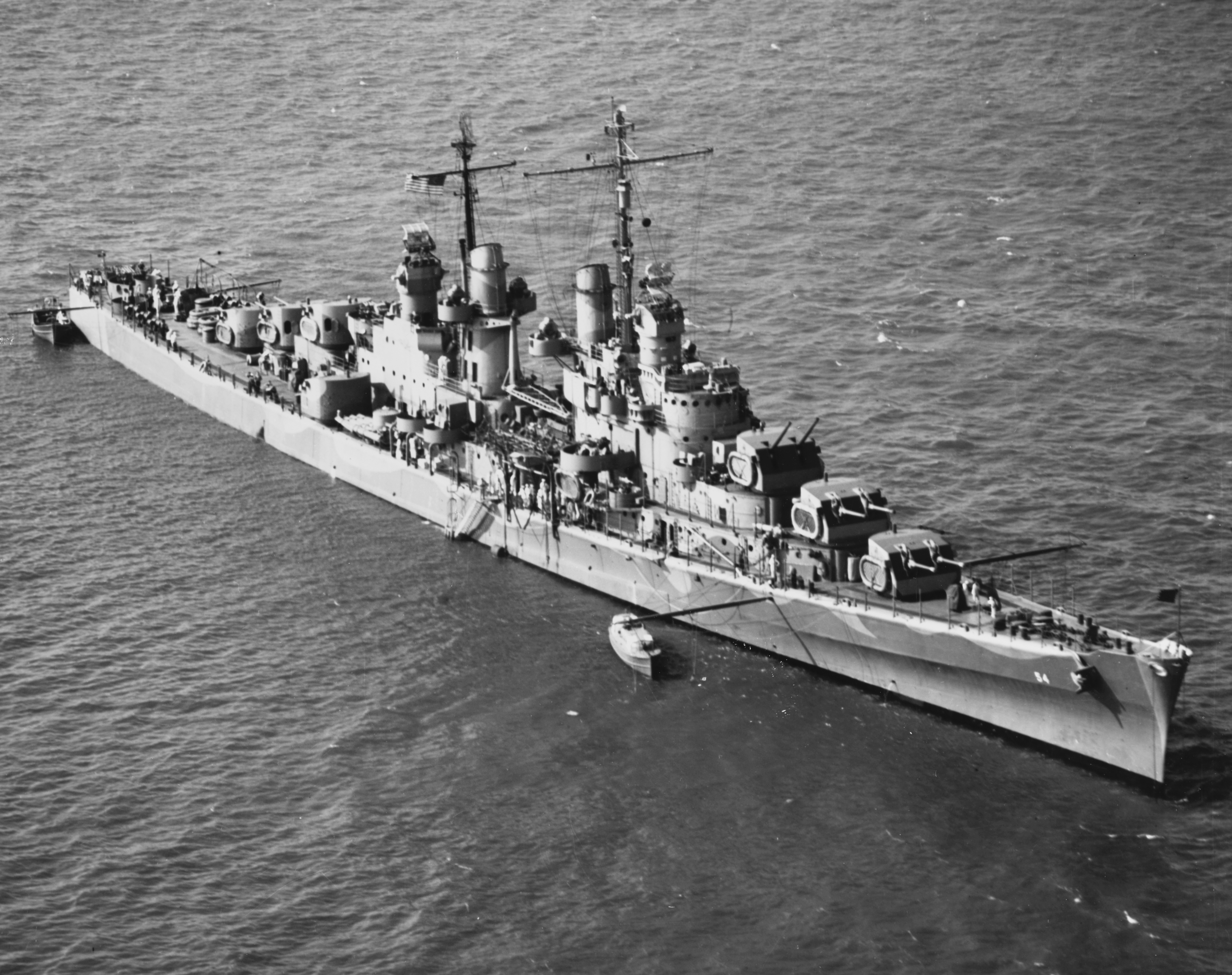
Die San Juan 1942, zu sehen sind sieben der acht 127-mm-Zwillingstürme

Die Hauptbewaffnung der Kreuzer bestand aus 16, bei den beiden letzten Baulosen zwölf Geschützen, Kaliber 5 Zoll (127 mm), Kaliberlänge 38, die in Mark-29-Zwillingstürmen untergebracht waren. Sechs der Geschütztürme waren in der Kiellinie aufgestellt, je drei vor und drei achtern der Aufbauten. Das erste Baulos verfügte zudem über zwei weitere Geschütztürme steuerbord und backbord seitlich des achteren Aufbaus, die so genannten „waist turret“ (wörtlich: Hüfttürme, deutsche Bezeichnung: Flügeltürme), die allerdings einen eingeschränkten Feuerbereich hatten. Bei den Kreuzern des dritten Bauloses wurden die mittleren vier Geschütztürme eine Decksebene tiefer aufgestellt, um die Topplastigkeit der Schiffe zu verringern.
Die Geschütztürme, die ein Gewicht von 49 Tonnen hatten, wurden elektrisch betrieben und hatten eine Besatzung von 27 Mann. Die Kadenz lag normalerweise bei 15 bis 20 Schuss pro Minute, gut eingespielte Mannschaften erreichten bis zu 30 Schuss pro Minute. Verschossen wurden entweder Mark-49-Splittergranaten zur Luftabwehr oder panzerbrechende Mark-46-Granaten. Bei einer Entfernung von 10 km konnten die 24,5 kg schweren panzerbrechenden Granaten, die das Geschützrohr mit 792 m/s verließen, noch bis zu 51 mm Rumpfpanzerung durchschlagen, die maximale Reichweite betrug bei 45° Rohrüberhöhung über 8 Seemeilen. Die 25 kg schweren Flak-Granaten hatten bei einer Mündungsgeschwindigkeit von 762 m/s eine Gipfelhöhe von fast 12 km. Beim Feuern lief das Rohr um bis zu 38 cm zurück, bevor es hydraulisch gedämpft wurde.

#### Flugabwehrbewaffnung
Die Flugabwehrbewaffnung wurde im Laufe des Krieges immer mehr verstärkt, ursprünglich bestand sie in der ersten Bauserie aus drei bis vier 28-mm-Vierlingen und sechs bis acht 20-mm-Oerlikon-Maschinenkanonen. Die 28-mm-Geschütze besaßen eine Kadenz von rund 100 Schuss pro Minute, die maximale Reichweite betrug etwa 6,7 km. Die Vierfachlafette war um 360° drehbar und um bis zu 110° nach oben und 15° nach unten schwenkbar. Die 20-mm-Kanonen verschossen zwischen 250 und 320 Schuss pro Minute, die Reichweite lag bei etwa zwei Seemeilen. Die Gipfelhöhe betrug knapp 3000 m. Die Zahl der 20-mm-Kanonen wurde im Laufe des Krieges auf bis zu zwölf pro Schiff erhöht, zum Teil wurden die älteren Einzellafetten durch Doppellafetten ersetzt, was die Feuerkraft noch einmal erhöhte.

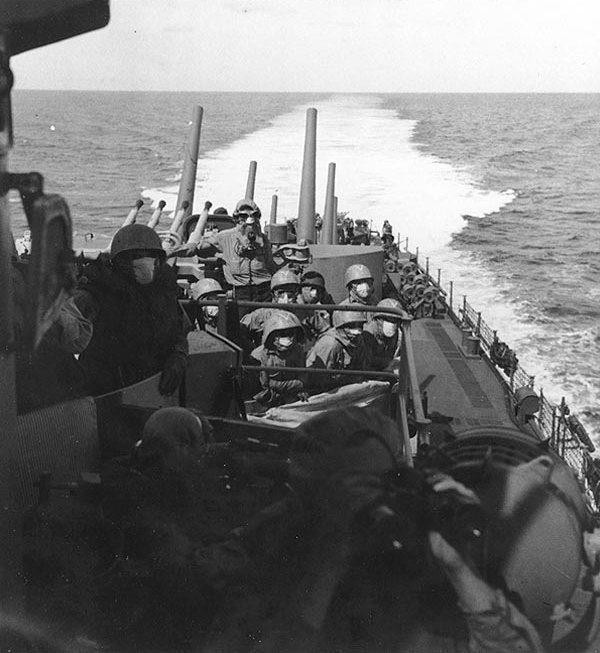
Blick über die achtere Bewaffnung der San Juan, zu sehen sind drei der 5-Zoll-Zwillingstürme, ein 1,1-Zoll-Luftabwehrgeschütz sowie die Wasserbombenwerfer

Die 28-mm-Vierlinge wurden auf den überlebenden Schiffen der ersten Bauserie ab 1943 durch vier 40-mm-Zwillinge ersetzt; die zweite Bauserie kam direkt mit acht Zwillingen dieser Bauart in Dienst. Auf San Diego und San Juan wurde 1944 der Zwilling auf der Schanz durch einen Vierling ersetzt, ebenso 1945 auf Oakland und Reno, bei denen zudem – teils nach Abgabe der Torpedorohre – im Bereich der achteren Aufbauten die dortigen drei 40-mm-Zwillinge ebenfalls durch 40-mm-Vierlinge ausgetauscht wurden (Enddotierung mit 40-mm-Waffen: San Diego 1x4 und 3x2, San Juan 1x4 und 5x2, Oakland und Reno 4x4 und 4x2, Flint und Tucson 8x2). Die Kadenz der 40-mm-Kanonen betrug bis zu 160 Schuss pro Minute, die maximale Reichweite lag bei 4 Kilometern. Die maximal erreichbare Höhe der 0,9 kg schweren Explosivgranaten betrug 6797 Meter. Die Zahl der 20-mm-Waffen wurde in unterschiedlicher Weise ebenfalls teilweise erhöht.
Ende der vierziger Jahre wurden die drei im aktiven Dienst verbliebenen Einheiten mit vier 76,2-mm-Zwillingsgeschützen ausgerüstet, die die 40-mm-Bofors-Kanonen ersetzten. Die 7,62-cm-Kanonen hatten eine Kadenz zwischen 45 und 50 Schuss pro Minute. Die 5,9 kg schweren Explosivgranaten hatten eine Reichweite von über sieben Seemeilen, die maximale Schusshöhe lag bei über 9000 Metern. Die Feuerleitung erfolgte über ein Mark-56-Radar.

#### Torpedorohre
Zum Einsatz gegen Schiffe befanden sich acht 21-Zoll-(533-mm)Torpedorohre in zwei drehbaren Vierergruppen beidseits den Aufbauten vor den beiden Hüfttürmen. Die Torpedos wogen 1.004 kg und besaßen einen 353-kg-Sprengkopf mit Aufschlagzünder. Die Reichweite betrug etwa 7,5 Seemeilen, die maximale Geschwindigkeit der Torpedos lag bei 45 Knoten. Kurs, Tiefe und Geschwindigkeit wurden vor dem Abschuss der Waffe eingestellt. 1945 wurden die Torpedorohre bei den Kreuzern der späteren Bauserien entfernt, außer auf der Flint.

#### U-Jagd-Bewaffnung
Auf dem Heck befanden sich zur U-Jagd drei Wasserbombenwerfer für 300-lb-(136-kg)-Bomben mit insgesamt 30 Wasserbomben sowie zwei Ablaufschienen für bis zu 26 600-lb-(272-kg)-Wasserbomben. Die ursprünglich verwendeten, tonnenförmigen Mark 7 „ash can“ (Ascheneimer)-Ladungen wurden ab 1943 durch stromlinienförmige Mark 9 „tear drop“ (Tränen) ersetzt, die schneller sanken und durch ihre Stabilisierungsflossen besser kontrollierbar waren.

### Elektronik

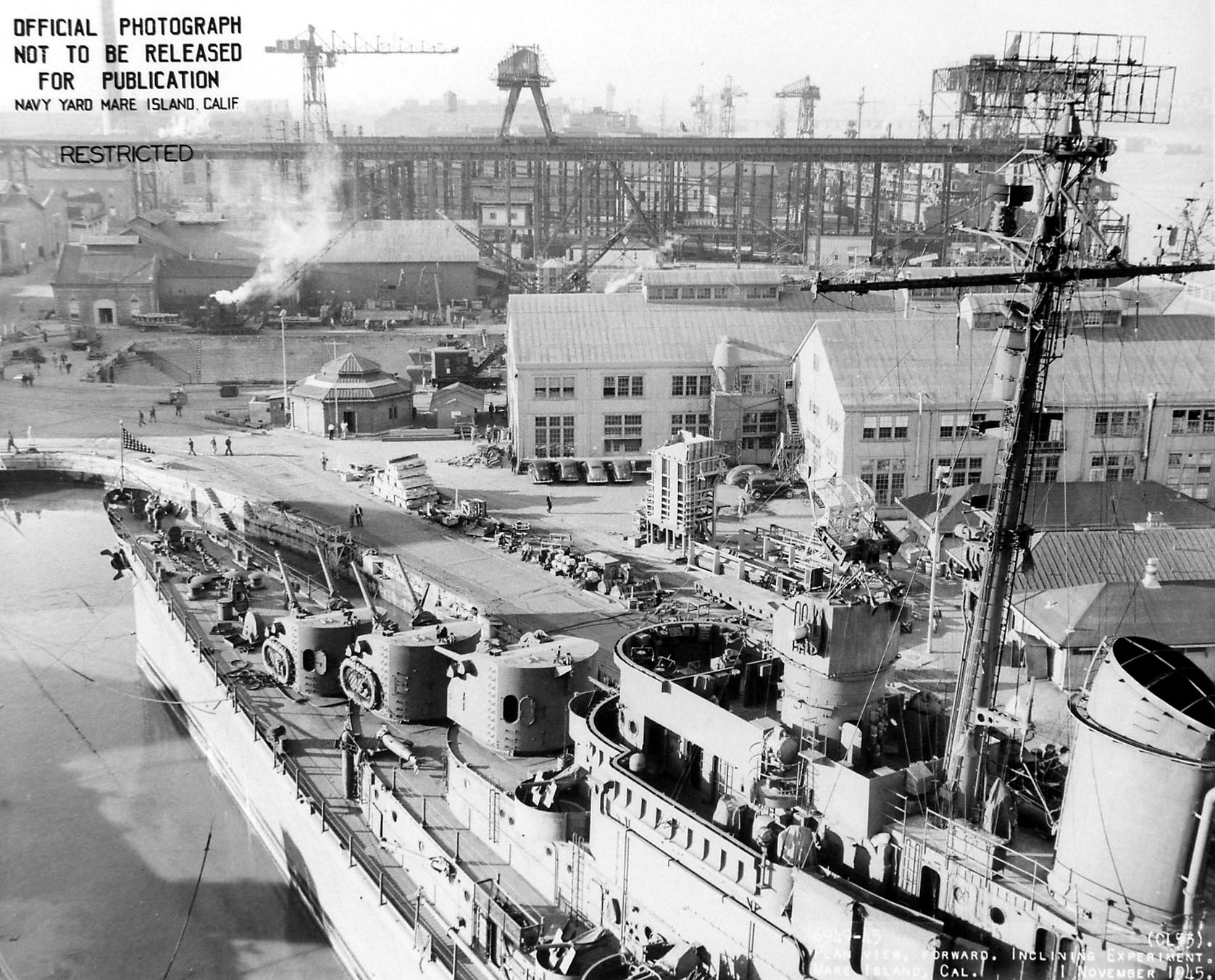
Blick auf das Vorderdeck der San Diego, am rechten Rand zu erkennen das SC-Radar sowie die Mk.37-Feuerleitanlage

Hauptradar der Kreuzer war das SC-Radar von General Electric in verschiedenen Versionen, dessen etwa 4,6 × 1,4 Meter große Antenne sich an der Mastspitze des vorderen Masts befand. Das Radar konnte Flugzeuge auf eine Entfernung bis zu 30 Seemeilen orten, spätere Versionen besaßen eine doppelt so große Reichweite. Die Ortungsreichweite bei Schiffen lag je nach Größe des Ziels zwischen 5 und 20 Seemeilen. Im Laufe des Kriegs wurden die Schiffe dann zusätzlich mit einer Anlage zur Freund-Feind-Erkennung ausgerüstet, deren Antenne sich an der Radarantenne befand. Zur Ortung von Oberflächenzielen verfügten die Schiffe über ein SG-Radar von Raytheon mit einer Reichweite von bis zu 22 Seemeilen, das auch eingeschränkt zur Ortung von Flugzeugen eingesetzt werden konnte. Die Antenne befand sich auf dem achteren Mast.
Zur Unterwasserortung verfügten die Schiffe der Atlanta-Klasse als einzige Kreuzer der US-Marine über eine Sonaranlage.
Als Feuerleitanlage für die schweren Geschütze wurde auf den Schiffen zwei Mark-37-Systeme verwendet, die sich auf den Aufbauten befanden. Sie bestanden aus dem drehbaren Aufbau, der die optischen Erfassungsanlagen sowie das Mark-4-Feuerleitradar trug sowie dem darunter liegenden Teil, der die elektromechanischen Mark-1-Feuerleitrechner beherbergte. Zur Bedienung waren jeweils zwölf Besatzungsmitglieder nötig.
Luftziele konnten im Horizontalflug bis zu Geschwindigkeiten von 400 Knoten verfolgt werden, im Sturzflug bis zu 250 Knoten. Die quadratische, 1,8 × 1,8 Meter messende Mark-4-Antenne wurde später durch eine etwas kleinere Mark-12/22-Doppelantenne ersetzt, die eine verbesserte Verfolgung von Luftzielen ermöglichte.
Die 40-mm-Geschütze wurden im Laufe des Krieges zum Teil mit Mark-63-Blindfeuerleitgeräten ausgestattet, die Anlage wurde ebenfalls bei den 7,62-cm-Geschützen verwendet.